# Дикая природа Бутана

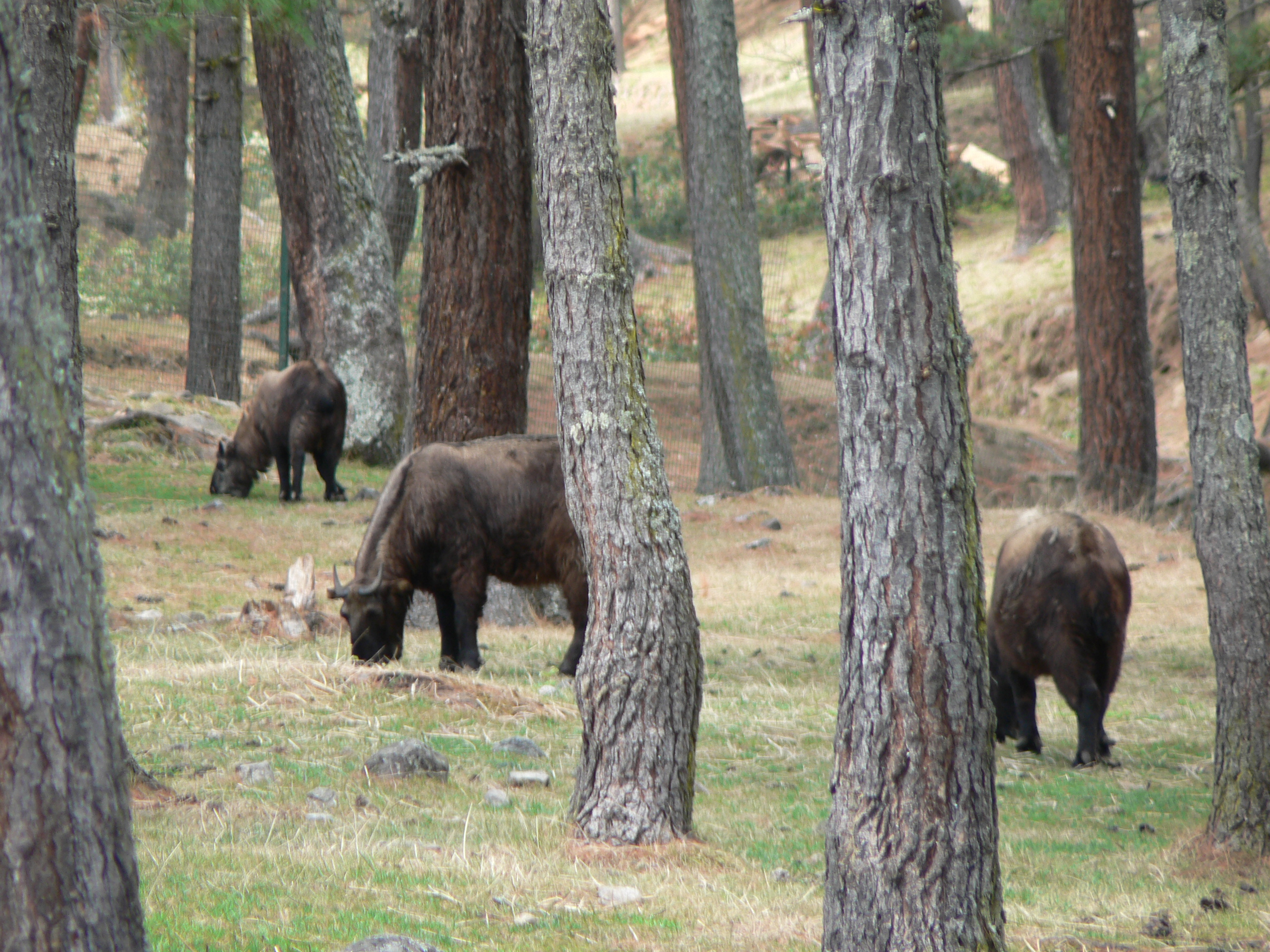
Такин — национальное животное Бутана.

Королевство Бутан — небольшое государство, не имеющее выхода к морю, расположенное на южных склонах Восточных Гималаев. К северу от него находится Тибетский автономный район Китая, а к западу, югу и востоку — индийские штаты Сикким, Бенгалия, Ассам и Аруначал-Прадеш.
Рельеф местности является одним из самых труднопроходимых в мире и характеризуется огромными перепадами высот. На протяжении 241 километра между южной и северной границами Бутана высота над уровнем моря варьируется от 150 до более чем 7500 метров. Такое большое географическое разнообразие в сочетании с не менее разнообразными климатическими условиями способствует выдающемуся биоразнообразию и разнообразию экосистем Бутана.
Тигр, однорогий носорог, Золотой лангур, Дымчатый леопард, Щетинистый заяц и медведь-Губач обитают в пышных тропических низменных и жестколистных лесах на юге. В умеренном поясе Гульманы, Тигр, обыкновенный Леопард, Горал и Серау обитают в смешанных хвойных, широколиственных и сосновых лесах. Плодоносящие деревья и бамбук служат местом обитания Гималайского черного медведя, Малой панда, белки, Индийского замбара, дикой свиньи и Мунтжаки. В высокогорных районах Большого Гималайского хребта на севере обитают Ирбис, Голубой баран, Сурки, антилопа и Гималайская кабарга.
Флора и птицы изобилуют: более 770 видов птиц и 5400 видов растений встречаются на территории королевства.

## Значение сохранения
Восточные Гималаи были определены как глобальная точка биоразнообразия и включены в число 234 глобально выдающихся экорегионов мира в комплексном анализе глобального биоразнообразия, проведенном WWF в период 2009—2021 гг.
Бутан считается примером проактивных инициатив по сохранению природы. Королевство получило международное признание за свою приверженность поддержанию биоразнообразия. Это отражено в решении сохранить по меньшей мере 12 процентов территории страны под лесным покровом, выделить более четверти территории страны под национальные парки, заповедники и другие охраняемые территории, а совсем недавно выделить еще девять процентов территории страны под коридоры биоразнообразия, связывающие охраняемые территории.
Сохранение окружающей среды занимает центральное место в стратегии развития страны — «срединный путь». Оно рассматривается не как сектор, а скорее как комплекс проблем, которые должны быть включены в общий подход Бутана к планированию развития и подкреплены силой закона.

## Проблемы сохранения

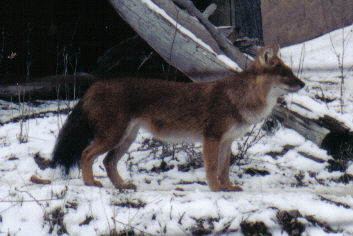
Вымирающий главный хищник Азии 2010 года, красный волк находится на грани исчезновения. В мире осталось менее 2500 представителей этого вида.

Хотя природное наследие Бутана все еще в значительной степени нетронуто, правительство справедливо признает, что его нельзя принимать как должное и что сохранение природной среды должно рассматриваться как одна из задач, которые необходимо будет решать в ближайшие годы.
Нагрузка на природную среду уже очевидна и будет усиливаться под воздействием целого ряда факторов. К ним относятся демографическое давление, модернизация сельского хозяйства, браконьерство, масштабное развитие гидроэнергетики, добыча полезных ископаемых, индустриализация, урбанизация, канализация и утилизация отходов, туризм, конкуренция за свободные земли, строительство дорог и создание другой физической инфраструктуры, связанной с социально-экономическим развитием.
Необходимо постоянно совершенствовать реализацию политики. Необходимо развивать и поддерживать устойчивые сельские источники средств к существованию, которые не зависят исключительно от использования природных ресурсов, а также обеспечить более широкое понимание экологических угроз, которые идут рука об руку с развитием, чтобы обеспечить будущее богатой и разнообразной окружающей среды Бутана.

## Фауна
Млекопитающие:
- Архары
- Азиатский слон
- Гималайский медведь
- Золотой лангур
- Бинтуронг
- Тигр
- Красный волк
- Ирбис
- Budorcas taxicolor whitei
- Серый волк
- гемалайский крот

Птицы:
- Черношейные журавли в Бутане